# ماتا-أوتو
ماتا-أُوتو (بالوالسية: Matāʻutu) هي عاصمة تجمُّع ما وراء البحر والس وفوتونا التابع لفرنسا. تقع المدينة على جزيرة والِس، وتتبع إدارياً مقاطعة هاكاكي التي تعتبر أيضاً عاصمة لها. بلغ عدد سكان المدينة 1,191 نسمة حسب إحصاء 2003. تُعد المدينة مدخلاً من مدخلَي والس وفوتونا حيث يوجد المدخل الآخر في ليافا بفوتونا ويعتبر مطار هيفيفو المطار الرئيسي المتوفر من أجل الوصول إلى المدينة ويبعد عنها ب5.6 كم شمالاً.

## الجغرافيا
ماتا-أوتو هي أكبر مركز حضري في جزيرة واليس، التي تقع بين تاهيتي ونوميا. تبلغ مساحة أوڤيا أو جزيرة واليس مع ماتا-أوتو (عاصمتها) حوالي 60 كم2 وهي جزء من أرخبيل واليس الكبير. وهي محاطة بحيد من الشعاب المرجانية. تعتبر ماتا-أوتو المقر الإداري وعاصمة الأعمال لجزر واليس
تقع على الساحل الشرقي على طول الساحل الرئيسي لطريق RT1. تتقاطع الطرق RT1 و RT3 المتجهة من الشمال إلى الجنوب في مركز المدينة. وهي إحدى مينائين في واليس وفوتونا، أما الميناء الآخر فهو ليفا. ثمة جزر صغيرة عديدة في البحيرة خارج خليج ماتا-أوتو منها جزر لوانيفا ونوكوهيوني ونوكوهيفالا، وهذه الجزر مناطق جيدة لرسو السفن حيث أن شواطئ خليج ماتا-أوتو غير ملائمة لذلك
يقع خليج ماتا-أوتو على بعد 5 كيلومترات إلى الشمال الشرقي من خليج موا 

## الطقس
| البيانات المناخية لـماتا-أوتو، واليس وفوتونا | البيانات المناخية لـماتا-أوتو، واليس وفوتونا | البيانات المناخية لـماتا-أوتو، واليس وفوتونا | البيانات المناخية لـماتا-أوتو، واليس وفوتونا | البيانات المناخية لـماتا-أوتو، واليس وفوتونا | البيانات المناخية لـماتا-أوتو، واليس وفوتونا | البيانات المناخية لـماتا-أوتو، واليس وفوتونا | البيانات المناخية لـماتا-أوتو، واليس وفوتونا | البيانات المناخية لـماتا-أوتو، واليس وفوتونا | البيانات المناخية لـماتا-أوتو، واليس وفوتونا | البيانات المناخية لـماتا-أوتو، واليس وفوتونا | البيانات المناخية لـماتا-أوتو، واليس وفوتونا | البيانات المناخية لـماتا-أوتو، واليس وفوتونا | البيانات المناخية لـماتا-أوتو، واليس وفوتونا |
| الشهر                                        | يناير                                        | فبراير                                       | مارس                                         | أبريل                                        | مايو                                         | يونيو                                        | يوليو                                        | أغسطس                                        | سبتمبر                                       | أكتوبر                                       | نوفمبر                                       | ديسمبر                                       | المعدل السنوي                                |
| -------------------------------------------- | -------------------------------------------- | -------------------------------------------- | -------------------------------------------- | -------------------------------------------- | -------------------------------------------- | -------------------------------------------- | -------------------------------------------- | -------------------------------------------- | -------------------------------------------- | -------------------------------------------- | -------------------------------------------- | -------------------------------------------- | -------------------------------------------- |
| متوسط درجة الحرارة الكبرى °م (°ف)            | 30.3 (86.5)                                  | 30.4 (86.7)                                  | 30.3 (86.5)                                  | 30.3 (86.5)                                  | 29.7 (85.5)                                  | 29.4 (84.9)                                  | 28.9 (84.0)                                  | 29.1 (84.4)                                  | 29.3 (84.7)                                  | 29.5 (85.1)                                  | 29.9 (85.8)                                  | 30.3 (86.5)                                  | 29.8 (85.6)                                  |
| المتوسط اليومي °م (°ف)                       | 27.4 (81.3)                                  | 27.5 (81.5)                                  | 27.4 (81.3)                                  | 27.4 (81.3)                                  | 27.0 (80.6)                                  | 26.9 (80.4)                                  | 26.5 (79.7)                                  | 26.6 (79.9)                                  | 26.8 (80.2)                                  | 26.9 (80.4)                                  | 27.1 (80.8)                                  | 27.4 (81.3)                                  | 27.1 (80.7)                                  |
| متوسط درجة الحرارة الصغرى °م (°ف)            | 24.4 (75.9)                                  | 24.5 (76.1)                                  | 24.5 (76.1)                                  | 24.4 (75.9)                                  | 24.3 (75.7)                                  | 24.4 (75.9)                                  | 24.0 (75.2)                                  | 24.1 (75.4)                                  | 24.2 (75.6)                                  | 24.2 (75.6)                                  | 24.3 (75.7)                                  | 24.4 (75.9)                                  | 24.3 (75.8)                                  |
| الهطول مم (إنش)                              | 381.4 (15.02)                                | 301.3 (11.86)                                | 373.5 (14.70)                                | 287.6 (11.32)                                | 258.4 (10.17)                                | 159.3 (6.27)                                 | 186.5 (7.34)                                 | 149.9 (5.90)                                 | 221.1 (8.70)                                 | 330.4 (13.01)                                | 322.9 (12.71)                                | 350.3 (13.79)                                | 3٬322٫6 (130.79)                             |
| المصدر: Weatherbase                          |                                              |                                              |                                              |                                              |                                              |                                              |                                              |                                              |                                              |                                              |                                              |                                              |                                              |